# Richfield (Washington County, Wisconsin)
Richfield ist eine Gemeinde (mit dem Status „Village“) im Washington County im US-amerikanischen Bundesstaat Wisconsin. Das U.S. Census Bureau ermittelte bei der Volkszählung 2020 eine Einwohnerzahl von 11.739.
Richfield ist Bestandteil der Metropolregion Milwaukee.

## Geografie
Richfield liegt im Südosten Wisconsins, im nordwestlichen Vorortbereich von Milwaukee. Die geografischen Koordinaten von Richfield sind 43°15'22" nördlicher Breite und 88°11'38" westlicher Länge. Das Gemeindegebiet erstreckt sich über eine Fläche von 94,43 km², die sich auf 93,01 km² Land- und 1,42 km² Wasserfläche verteilen. 
Nachbarorte von Richfield sind Jackson (11,4 km nordnordöstlich), Germantown (an der südöstlichen Ortsgrenze), Menomonee Falls (11,1 km südöstlich), Sussex (19,6 km südlich), Hartford (19,3 km westnordwestlich) und Slinger (12,1 km nordwestlich).
Das Stadtzentrum von Milwaukee befindet sich 35,2 km südöstlich. Die weiteren nächstgelegenen Großstädte sind Green Bay am Michigansee (164 km nördlich), Chicago in Illinois (184 km südlich), Rockford in Illinois (174 km südwestlich) und Wisconsins Hauptstadt Madison (122 km westsüdwestlich).

## Verkehr
In Richland treffen die US-Highways 41 und 45 zusammen, um in südöstlicher Richtung auf einem gemeinsamen Streckenabschnitt nach Milwaukee zu führen. Daneben treffen noch die Wisconsin State Highways 167 und 175 in Richfield zusammen. Alle weiteren Straßen sind untergeordnete Landstraßen, teils unbefestigte Fahrwege sowie innerörtliche Verbindungsstraßen.
Durch den Nordosten von Richfield verläuft eine Eisenbahnlinie der Wisconsin and Southern Railroad (WSOR), einer regionalen (Class II) Frachtverkehrsgesellschaft. 
Der nächste Flughafen ist der Milwaukee Mitchell International Airport in Milwaukee (45,1 Kilometer südöstlich).

## Geschichte
Nachdem das Land um den heutigen Ort durch Verträge 1831 von den Menominee und 1833 von den Potawatomi durch die US-Regierung gekauft worden war, erfolgte 1841 die erste Besiedlung durch Weiße. Im Jahr 1846 wurde die Town of Richfield gegründet, die sich 2008 nach einem Wählervotum in die heutige Village of Richfield umwandelte.

## Bevölkerung
Nach der Volkszählung im Jahr 2010 lebten in Richfield 11.300 Menschen in 4170 Haushalten. Die Bevölkerungsdichte betrug 121,5 Einwohner pro Quadratkilometer. In den 4170 Haushalten lebten statistisch je 2,71 Personen. 
Ethnisch betrachtet setzte sich die Bevölkerung zusammen aus 96,9 Prozent Weißen, 0,8 Prozent Afroamerikanern, 0,3 Prozent amerikanischen Ureinwohnern, 1,1 Prozent Asiaten sowie 0,4 Prozent aus anderen ethnischen Gruppen; 0,5 Prozent stammten von zwei oder mehr Ethnien ab. Unabhängig von der ethnischen Zugehörigkeit waren 1,4 Prozent der Bevölkerung spanischer oder lateinamerikanischer Abstammung. 
23,9 Prozent der Bevölkerung waren unter 18 Jahre alt, 63,6 Prozent waren zwischen 18 und 64 und 12,5 Prozent waren 65 Jahre oder älter. 48,9 Prozent der Bevölkerung war weiblich.
Das mittlere jährliche Einkommen eines Haushalts lag bei 94.375 USD. Das Pro-Kopf-Einkommen betrug 43.669 USD. 1,3 Prozent der Einwohner lebten unterhalb der Armutsgrenze.